# Walter Wislicenus
Walter Friedrich Wislicenus, född 5 november 1859 i Halberstadt, död 3 oktober 1905 i Strassburg, var en tysk astronom. Han var son till Adolf Timotheus Wislicenus och brorson till Gustav Adolf Wislicenus.
Wislicenus studerade astronomi i Leipzig och Strassburg och deltog 1882 i den tyska Venusexpeditionen till Bahia Blanca i Argentina. Han var 1883–89 assistent vid observatoriet i Strassburg och från 1894 professor i astronomi vid universitetet där. 
Av Wislicenus talrika arbeten kan nämnas Handbuch der geographischen Ortsbestimmungen auf Reisen (Leipzig 1891), Tafeln zur Bestimmung der jährlichen Auf- und Untergänge der Gestirne (Leipzig 1892), Astronomische Chronologie (Leipzig 1895). Från 1899 redigerade han "Astronomischer Jahresbericht" (sex band, Berlin 1900–05).

## Eftermäle
Nedslagskratern Wislicenus på planeten Mars och asteroiden 4588 Wislicenus är uppkallade efter honom.